# 陸軍第一特種兵
中華民國陸軍第一特種兵，一般習慣稱為「陸一特」，是1967年至1986年間的中華民國兵役制度類別之一，中華民國陸軍將傘兵、特戰、裝甲兵、通信兵、砲兵、工兵、兵工等兵科列為第一特種兵。當時中華民國法律《兵役法》規定陸軍役期仍為2年，但以行政命令於其退伍同時另發為期1年的臨時召集令，因此實際役期3年。直到1984年至1985年，時任中華民國總統蔣經國與中華民國參謀總長郝柏村上將一起廢止陸一特的實施。

## 緣起
1967年時，時任總統蔣中正尚未終止要反攻大陸的國光計畫，因此中華民國國軍總兵力規模仍達60餘萬人，但此時陸軍之資深士兵、士官相繼離退或轉業，陸軍高級專長兵科缺員情形日益嚴重，面臨重要武器無合格兵員可操作之窘境，有別於中華民國海軍和中華民國空軍之兵力充足。

## 法源
1954年8月3日修正之《兵役法》第38條、第40條，以及1954年11月23日修正之《兵役法施行法》第48條規定，呈報時任中華民國行政院院長俞鴻鈞核定，並由總統蔣中正公布法案，正式實施為期一年的臨時召集令。

## 實施方式
針對1946年以後出生、抽籤服陸一特的義務役役男，於2年役期屆滿後辦理臨時召集1年，召集範圍包括砲兵、工兵、裝甲兵、通信兵及兵工等兵科，採在營退伍、後續實施臨時召集服役方式，先後在營服役時間合計以3年為限。

## 期間
自1967年1月25日起至1986年12月31日，1987年1月1日停止實施。

## 補償訴求
2010年12月21日，民主進步黨籍立法委員蔡同榮領銜提出「陸軍第一特種兵薪俸補償特別條例草案」；該案參與連署人數原有81位立委，而向來較傾向於支持國軍的中國國民黨籍也有49位，但是事後有部分國民黨籍立委撤簽。同日，近百名陸一特帶著退伍令到中華民國立法院陳情，要求立法院儘速通過「陸軍第一特種兵薪俸補償特別條例草案」；蔡同榮國會辦公室推估，依1985年義務役及志願役下士薪俸每年差約新台幣6萬元，以中華民國國防部初估陸一特約56萬餘人估算，國庫支出至少要新台幣330多億元；國防部發言人虞思祖少將說，國防部當時是依據《兵役法》及《兵役法施行法》規定辦理臨時召集，並報請中華民國行政院核定後實施。
2011年2月13日，蔡同榮強調，他對賠償陸一特方式沒特定立場，「前提是政府有意願、陸一特弟兄願意接受」；國民黨籍立委林建榮則說，國防部與內政部應釐清陸一特多當1年兵有無違法，「如果違法，當然要金錢賠償；若未違法，再討論其他補償」；陸一特出身的民進黨籍台中市議員何敏誠則說，「國家誤我們一年青春，當初是戒嚴時期，所以（我們）不敢反抗；現在應該現金補償」，「戰士授田證都可現金補償，為什麼陸一特不行？」
2011年2月15日，國防部人力司司長趙克達重申，陸一特延後1年退伍的規定依法有據，所以不會有實質賠償的問題；他還特別說明時代背景，強調政府非常感謝陸一特的付出：「在那段時間國家的處境，再加上我們總人口只有1333萬左右，但是我們要維持60萬左右的大軍。如果沒有陸一特弟兄的付出，在那一段時間，我們國家的處境會更加地艱苦。我們對他們的付出是絕對地肯定。」趙克達重申，此事既然依法有據，就必須遵守依法行政的立場，國防部願意給予陸一特精神補償，頒發榮譽狀或紀念徽表揚他們為國付出的努力。
2011年2月18日，時任行政院院長吳敦義表示，陸一特多當一年兵卻有接受通信工程方面的訓練，也有人認為一般步兵比較辛苦，每個人感受不一定完全相同；而且在陸一特當時的時空環境下，台灣人口只有1300萬多人，要養60萬大軍確保台灣的安全與繁榮，國防部的作法於法有據；「如果陸一特可以去要求很大的補償，那海軍跟空軍要不要呢？海軍陸戰隊要不要呢？823戰役的服義務役的官兵，還有以前所謂大陳撤退的一江山島戰役官兵（大陳義胞）呢？過去在立法院，這類的法案非常多，有些更令人動容、更令人感同身受、更讓人同情的，怎麼去處理？」他說，政府一定會就陸一特的案件，很審慎地根據法律、情理作最周詳的考量；目前政府也有接到很多反對意見認為，既然於法有據也合乎情理，為什麼要獨獨針對蔡同榮發動的陸一特案給予特別的優惠？
2011年2月18日，蔡同榮質疑，馬英九政府對於陸一特賠償金的計算有問題，甚至還把合法要當3年兵的海軍、空軍一併納入賠償計算，是強詞奪理：「這照我的補償條例，這算起來沒多少錢；他說（新台幣）1900億元，就是平均一個（新台幣）30萬（元）。人家也沒說要求多少。是國民黨先高估說要賠償（新台幣）30萬（元），現在說海軍、空軍（新台幣）2700億元，那是完全胡說八道。那是合法的，什麼『也要賠』？用那（新台幣）2700億元加下去，那是恐嚇台灣人民。」國民黨籍立委吳育昇則說，朝野應該冷靜協調，提出不造成國家財政負擔的陸一特補償折衷方案：「除了精神上的肯定以及一定程度承認法律瑕疵，我覺得一些物質補償在所難免，我也認為理所當然。要調和在兩者之間，既不影響國家財政，但是要有一定物質補償，這個問題才會和平落幕。」國民黨籍立委蔡錦隆則說，不能說「（用）行政命令就是違法」，他希望國防部能給予陸一特精神表揚，適當關懷陸一特。
2011年2月27日，民進黨新北市第六選舉區立委初選參選人楊蕙如發起「青年聲援陸一特，網路連署」，稱陸一特是「在違憲狀態下被迫多當一年兵的人」；但楊蕙如在本次初選中落選。
2011年3月12日，陸軍飛彈砲兵學校舉辦「陸一特袍澤回娘家」聯誼活動，由陸軍副司令嚴德發主持，陸一特三百多人接受軍方感恩儀式與紀念章；嚴德發說，不能以金錢衡量陸一特對國家的貢獻，國防部規劃發給陸一特表彰精神的紀念章、及可享有國軍多項福利的榮譽證以示敬意。
2011年3月12日，曾為陸軍志願役軍人、退役上校的前中華民國國家安全會議諮詢委員蘇進強說：「陸一特的時空背景與法源依據十分清楚，自民國55年至76年，受此徵召的人數高達56萬人；若非蔡同榮等人提案補償，這此受陸一特徵召的民眾，過去幾無不平之鳴，也少有爭取補償的聲音。何況，若真的要為陸一特爭取補償，民進黨執政時即可為之。……從國防專案的角度言，因國家局勢變化而臨時徵召兵員的案例，全球皆然，也沒有事後求償的案例。如果此例一開，是否在民國55年之前，陸一特尚未制度化之前，退役數年後又被徵召入伍的，以及在海、空軍服役3年的，也要含括在內？而許許多多的老兵，雖然有榮民的待遇，是否也可以額外求償？以此衍生，可說是沒完沒了，誰都可以向『不公不義』的威權政府時期求償；若是如此，國家財政如何負擔，國將不國，豈非國家災難？……公平具有普遍性，但並非『政治正確』才是真公平。若對陸一特法源有爭議，何妨聲請司法院大法官釋憲？若動輒以政治動員、選票要脅，將造成更大的不公平。」

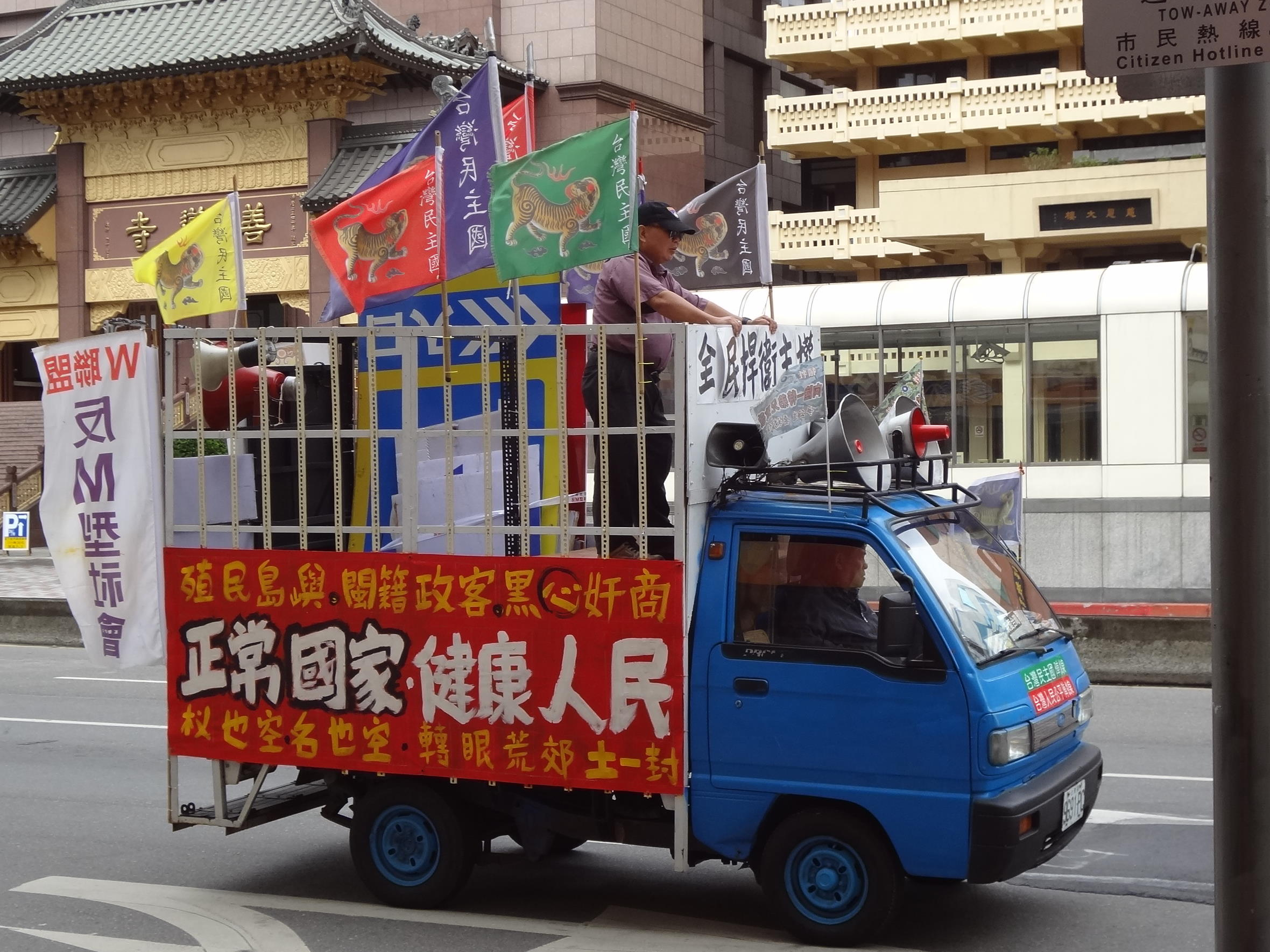
2013年11月13日，一輛在車頂懸掛「向陸一特弟兄致敬」小旗子的宣傳車

2011年3月13日，蔡同榮帶領約5千名陸一特在台北市凱達格蘭大道集會，揮舞「向陸一特弟兄致敬」小旗子，向國防部要求合理補償，民進黨籍立委王幸男、林淑芬、劉建國、蔡煌瑯等輪番上台，向陸一特呼籲「若沒賠償，就用選票給國民黨教訓」；國防部回應，將採精神表彰方式，初步規劃頒發榮譽證及紀念章感謝陸一特的貢獻。蔡同榮在本次集會中質疑，政府花了新台幣八百多億元收回戰士授田證，眷村改建費用約新台幣一兆元，「老芋仔」（外省籍老榮民）年金月領新台幣一萬三千五百元，很多老芋仔住中國、娶大陸妹，「我們為什麼要飼老芋仔和大陸妹一世人？（我們為什麼要養老芋仔和大陸妹一輩子？）」但未出席集會的民進黨前立委段宜康表示，蔡同榮措辭應更謹慎；出席集會的民進黨發言人林右昌表示，民進黨中央不回應蔡同榮的發言。
2011年3月13日，針對陸一特向國防部要求合理補償，國防部副部長趙世璋回應，感謝陸一特對國家的貢獻，但當年召集陸一特依法有據、不會補償；否則巨額賠償金由全民埋單，將拖垮政府財政；部分人士提出的省籍、族群分化言論，國防部表示遺憾。趙世璋也說，陸一特領取的榮譽證，比照現役軍人和軍眷，可進入國軍福利營站消費；在退輔會所屬的觀光遊憩區和國軍英雄館住宿，也可比照現役軍人享有優待。國民黨文傳會主任委員蘇俊賓則說：陳水扁政府執政8年，民進黨都不推動陸一特補償案；民進黨主席蔡英文遲遲未就陸一特議題表態，是企圖以模糊方式騙選票；如果蔡英文不敢承諾「未來若民進黨有機會執政，是否一定推動陸一特補償案」，就不應放任民進黨籍立委一再煽動、分化社會。國民黨籍立委林郁方則說，老榮民必須符合至少服役十年、低收入戶等條件才能領就養金，相較國軍其他弟兄，可說是軍中弱勢；民進黨立委為陸一特弟兄爭權益無妨，卻扯到老榮民就養金、娶大陸女子，這是「省籍情結加階級歧視作祟」。
2011年3月15日，中華榮民協會創會理事長曹光鼐批評，蔡同榮「我們為什麼要飼老芋仔和大陸妹一世人」一語是汙衊言詞，他要求蔡同榮道歉，否則將控告蔡同榮妨害名譽。曹光鼐說，「我們是老兵，不是老芋仔」，當年要不是老榮民上戰場打古寧頭戰役、823戰役等，蔡同榮不可能出國留學。曹光鼐說，老榮民中真正娶大陸媳婦的人很少，很多人老了以後不能自理生活，只好回老家找人來照顧，「我們都是等著凋零的人，再活也沒幾年」，蔡同榮「我們為什麼要飼老芋仔和大陸妹一世人」一語很不厚道、泯滅良心。對於蔡同榮指「老芋仔年金」月領新台幣一萬三千五百元，曹光鼐說，當年台灣沒有外匯，故總統蔣經國就將榮民退休金先挪去興建中部橫貫公路等重大建設，這筆年金也經立法院通過，蔡同榮應澄清事實。曹光鼐透露，本日上午，他打電話至蔡同榮國會辦公室質疑蔡同榮「為何如此汙辱老榮民」，卻被時任蔡同榮國會辦公室主任的前建國黨秘書長魏瑞明回罵「當年要不是美國人支援台灣，你們早就被打死了」。同日，蔡同榮回應：「叫他去告！」
2011年3月30日，針對蔡同榮「我們為什麼要飼老芋仔和大陸妹一世人」一語，曹光鼐率領多個榮民團體代表及多名老榮民赴台北地檢署遞交訴狀控告蔡同榮誹謗，並舉牌高呼「蔡同榮下台，民進黨道歉」。訴狀由「老兵運動」五名發起人共同具名，他們說，當年中華民國政府撤退來台灣，幸賴國軍弟兄打古寧頭、823等戰役才確保台灣安定；保台戰役傷亡慘重，倖存者也傷痕累累，現在月領就養金新台幣一萬多元的他們連低收入戶都不如，蔡同榮卻泯滅良心侮辱他們。蔡同榮與民進黨皆不予回應。2011年10月7日，公民監督國會聯盟發表第七屆立委評鑑報告，將蔡同榮「我們為什麼要飼老芋仔和大陸妹一世人」一語列為「脫序表現」類，評語如下：「榮民及陸一特皆為過往威權統治之受害者。雖蔡同榮言論出發點為批判政府對榮民及陸一特採取差別補償政策，然身為立委應針對政策本身進行批判，而非發表爭議言論加深受壓迫者之間的分化與對立。蔡同榮身為公眾人物，應注意公開發言時之社會影響及觀感。仍予成案，但不扣分。而榮民團體對蔡同榮提起告訴之官司部分，則待法院判決，再另行評議。」
2011年6月10日，台灣陸軍第一特種兵權益促進總會成立，創會總會長由前立委黃宗源擔任，創會副總會長由民進黨台北市議員江志銘、前立委陳進丁與前立委何敏豪等人擔任，並在台灣各地選出22個分會會長（分會以縣市區分）與70個支會會長（支會以立委選區區分）。
2011年9月28日，國防部訂定發布《陸軍第一特種兵榮譽證及紀念章核發作業規定》，榮譽證全名「中華民國陸軍第一特種兵榮譽證」，紀念章有國旗、「陸軍第一特種兵」、「民國一百年表彰陸一特紀念」字樣；2011年10月1日生效。
2011年10月22日，台灣陸軍第一特種兵權益促進總會發起「五百公里爭公道送愛心大行軍」遊行，從屏東縣出發，由各縣市接力遊行到台北市；2011年11月13日，台灣陸軍第一特種兵權益促進總會在立法院前集會，批評陸一特多當1年兵是「違憲與違法臨時召集」，要求政府應該給陸一特一個交代。2011年12月11日，台灣陸軍第一特種兵權益促進總會基隆分會會長吳西文號召20多位陸一特，於該日下午從基隆車站徒步繞行至基隆文化中心，要求政府向陸一特道歉、重視陸一特的權益。
2012年1月14日，2012年立委選舉結果揭曉，排在民進黨不分區立委候選人第22名的蔡同榮落選。2013年3月23日，蔡同榮號召陸一特加入民進黨，他說，國民黨與民進黨都不重視陸一特的權益，他希望藉此讓民進黨內有意爭取2014年或2016年提名參選的公職人員能為陸一特發聲。2013年4月19日，民進黨籍立委郭正亮說，為了因應2014年七合一選舉，現在民進黨各派系都在積極招募新血以厚植自己實力，例如蔡同榮一直在拉陸一特入黨，呂秀蓮的台灣心會也在招募黨員；拉黨員增加自己的實力，他可以理解，但拉黨員的手法要細緻。
2014年3月31日，台灣陸軍第一特種兵權益促進總會理事巫清潭參加立法院外的太陽花學運靜坐抗議，他說，台灣人會一起唱太陽花學運主題曲〈島嶼天光〉「去對抗不能原諒的人」。
2014年6月1日，台灣陸軍第一特種兵權益促進總會宣布響應島國前進發起的廢除公民投票門檻連署，總會長江志銘說將動員各縣市陸一特協會響應連署，總會秘書長廖文樑說第一階段希望能順利達成募集5萬人連署目標。
2014年8月24日，台北市陸軍第一特種兵權益促進協會成立，有超過百位的成員出席成立大會，他們說，蔡同榮已逝世，但陸一特爭取補償的行動不會停止。
2015年8月26日，宜蘭縣陸軍第一特種兵權益促進會在8月26日上午於三星鄉鄉長室，召開記者會，要為陸一特兵討公道爭權益。促進會預定8月30日假縣議會召開大會，討論10月2日赴立法院舉辦陸一特補償條例公聽會事宜，並追思已故立委蔡同榮，感念其為陸一特爭權益的努力。
2015年8月26日，陸一特老兵當年役期莫名其妙從2年變3年，至今政府仍未通過任何補償措施，宜蘭縣陸軍第一特種兵權促進會將號召民眾，10月2日一起到立法院參加公聽會，為陸一特老兵爭取權益，70歲老兵曾再恩說，退伍前1天才告知他「要再當1年！」聽到時眼淚都快飆出來了。
2015年8月27日，「陸一特弟兄站出來！」宜蘭縣陸軍第一特種兵權益促進會8月30日將在縣議會召開大會，10月2日將赴立法院舉辦陸一特補償條例公聽會，號召弟兄討回公道。
2015年8月27日，早在戒嚴時期，曾有一群陸軍第一特種兵（簡稱陸一特），被臨時召集延長役期1年，宜蘭縣有多達近2萬人，宜蘭縣陸一特權益促進會將於30日於縣議會召開大會，討論10月2日立法院舉辦陸一特補償條例公聽會事宜，會長黃錫墉說：「要討回公道！」。
2015年8月30日，因不滿「陸軍第一特種兵薪俸補償特別條例草案」說貼在立法院遭到國民黨立委黨團杯葛及法案長期被擱置，宜蘭縣陸軍第一特種兵權益促進會在今(30)日假縣議會一樓召開大會，會中除了宜蘭縣陸軍第一特種兵權益促進會會長黃錫墉外，立委陳歐珀、議員邱嘉進、黃適超等人外，還有幾十位的當時召集的弟兄及其家屬都到場，希望為陸一特弟兄討一個公道。
2015年12月6日，桃園市副市長王明德，12月6日出席桃園市陸一特會員大會時表示，政府非常感謝陸一特弟兄的付出，如果當時沒有陸一特弟兄的付出，國家的處境會更加地艱苦；他也肯定陸一特弟兄的付出，希望爭議能平息，陸一特弟兄能得到適當補償。王副市長指出，「陸軍第一特種兵薪俸補償特別條例草案」立法過程中不順利，但各地陸一特權益促進會爭取補償的行動不曾停止，希望能為陸一特弟兄得到適當的補償，期盼各地民代及立委都提供協助，努力促成補償的效果與目標。
2016年1月9日，宜蘭縣陸軍第一特種兵權益促進會，昨在宜蘭縣議會表示全力支持民進黨總統候選人蔡英文、立委候選人陳歐珀，期許新政府給陸一特公平與正義。
2016年7月17日，民進黨召開第17屆第1次全國黨員代表大會，黨代表鄭振豐提案，過去因應兩岸關係緊張情勢，為了保衛台灣安全，陸一特比其他兵種的兵役年限延長一年，呼籲黨主席蔡英文與全黨支持保障陸一特弟兄的權利，向有關行政機關為陸一特弟兄爭取行政救濟；此案未在大會上討論，蔡英文裁示全案送交中執會來研議。
2019年11月1日新聞：立委連署提案修法，56萬陸一特兵納入國軍退除役官兵輔導條例（退輔條例）照顧對象。